# Omar Mukhtar
Omar Mukhtar (tiếng Ả rập: عمر المختار, Omar Al-Mukhtār hay còn gọi là Sử tử sa mạc hay là chiến tướng sa mạc; sinh năm 1862 – mất ngày 16 tháng 9 năm 1931 ở Mnifa) là một anh hùng dân tộc người Libya, người đã lãnh đạo quân khởi nghĩa chống lại ách đô hộ của phát xít Ý dưới chế độ của Mussolini ở Libya vào năm 1912. Vốn là một nhà truyền giáo đầy tài năng, sau nhiều năm đấu tranh, Omar Mukhtar đã trở thành một nhà lãnh đạo kiệt xuất được người dân Lybia coi là anh hùng tinh thần trong mọi cuộc đấu tranh của họ.
Quân khởi nghĩa do ông trực tiếp chỉ huy đã gây nhiều khó khăn, tổn thất cho phát xít Ý. Với lối chiến thuật quân sự tài tình của mình, Omar Mukhtar đã luôn đẩy quân Italia vào thế "có đường vào nhưng không có đường ra" bằng các cuộc chiến khốc liệt trên các vùng sa mạc. Tuy vậy sau đó ông bị bắt và treo cổ vào năm 1931 và cuộc khởi nghĩa bị thất bại.
Cuộc chiến đấu của ông đã được tái hiện trong bộ phim Những con sư tử sa mạc do Mỹ và Libya hợp tác sản xuất năm 1981 với sự tham gia diễn xuất của Anthony Quinn, Oliver Reed và Irene Papas.

## Tiểu sử

### Thời thanh niên
Omar Mukhtar sinh ra tại một ngôi làng nhỏ ở Janzour, gần vùng Tobruk vùng Đông Nam Barqa (Cyrenaica) ở Libya. Ngay từ nhỏ, ông chỉ có mong muốn trở thành một nhà truyền giáo chân chính với những lý thuyết khiến con người ta sống tốt đẹp hơn. Tuy nhiên, mọi dự định của ông lúc trẻ tuổi này đã sụp đổ khi vào năm 1911, một toán lính Italia đã ập vào ngôi làng ông đang ở tiến hành cướp bóc, hãm hiếp, giết người một cách đầy thú tính và man rợ.
Sau sự kiện này, Omar Mukhtar đã hoàn toàn thay đổi kế hoạch của cuộc đời mình. Cùng với 28 thanh niên khác trong làng, Omar Mukhtar đã gia nhập đội quân vũ trang du kích của địa phương thề trả thù cho những người thân đã bị quân Italia giết chết trong trận càn quét dã man đó.

### Tổ chức và chiến thuật
Với khả năng thuyết giáo của mình, Omar Mukhtar đã huy động được rất nhiều tình nguyện viên trong nước tập trung lại để chống lại cuộc xâm lược Italia. Khi được tuyển chọn, bài học đầu tiên mà tất cả các tình nguyện viên này đều phải học là cưỡi ngựa để trở thành những kỵ sĩ chiến đấu trên các vùng sa mạc.
| “              | Quân Italia chỉ nghĩ được rằng: Chỉ có rắn với nọc độc của mình mới tồn tại được trên những vùng đất đầy khô cằn và nắng gió của Lybia. Nhưng họ đã nhầm, thượng đế luôn cho con người nhiều đường đế sống và các chiến binh của Lybia vẫn sống và chiến đấu được trên những vùng đất khô cằn như thế | ” |
| — Omar Mukhtar | |   |

Khi đế quốc Italia chính thức biến Lybia thành thuộc địa của mình vào năm 1911, nước này đã nhận thấy sự nguy hiểm của các vùng sa mạc hoang vu tại nhiều vùng của Lybia. Vì thế đã nhiều lần quân chiếm đóng ra lệnh đóng cửa các sa mạc trên khắp Lybia bằng cách đưa rất nhiều binh lính chặn tại các cửa ra vào nhằm hạn chế quân du kích địa phương lấy nơi đây làm thánh địa.
Bài học đầu tiên mà Omar Mukhtar soạn và giảng dạy cho quân lính của mình chính là chiến thuật đánh bằng ảo ảnh. Trong tài liệu ông soạn có đoạn:
Ông đề ra một chiến thuật được gọi là "ảo ảnh ma quái" hay còn gọi là "biển quỷ". Cách đánh bằng ảo ảnh là một chiến thuật có thể áp dụng được trên địa hình nhiều sa mạc như của Lybia. Theo chiến thuật của Omar Mukhtar, thường thì lực lượng của ông sẽ giả thua, khiêu khích và dẫn dụ quân lính Italia chạy vào các vùng sa mạc bỏng rát. Tại đây, do không quen thuộc địa hình và thời tiết, quân Italia sẽ rất nhanh mệt mỏi. Khí hậu khô nóng cùng với sự thiêu đốt của mặt trời khiến những người quen sống với thời tiết mát mẻ như quân lính của Italia phải phát điên, khi này tinh thần của họ sẽ bị giảm xuống nhanh chóng.
Trong những trận đánh của mình, với lực lượng ít ỏi và vũ khí thô sơ, Omar Mukhtar đã phân tán lực lượng rồi cho ăn mặc giống hệt nhau, sau đó khiêu khích tứ phía nơi có quân Italia đóng quân. Một đội quân tinh nhuệ khác của Omar Mukhtar sẽ tấn công vào những nơi chứa nước của kẻ thù, lấy trộm hoặc chọc thủng các bình nước. Sau vài ngày chiến đấu, do thiếu nước, lại phải chiến đấu dưới thời tiết nắng nóng khiến tinh thần của quân Italia như phát điên.
Lúc này, lực lượng mỏng do Omar Mukhtar đứng đầu lại tấn công dồn dập vào lúc nắng nóng nhất. Trong lúc khát, mệt, "ảo ảnh ma quái" bắt đầu xuất hiện nơi quân lính Italia. Lúc này, trong suy nghĩ và ánh mắt của quân Italia, ai cũng có cảm giác quân địch đông như kiến cỏ, và kẻ địch nào cũng là... Omar Mukhtar. Sau đó, quân Italia bắt đầu bắn phá lung tung mà không có chủ định, thậm chí còn quay sang bắn lẫn nhau khiến cho tình hình trở nên cực kỳ rối rem và lộn xộn. Lợi dụng thời cơ này, đội quân của Omar Mukhtar đã nhanh chóng triển khai lực lượng và tiêu diệt quân địch ngay trên những vùng sa mạc bỏng rát.

## Kháng chiến
Sau khi có được một đội quân khá hùng hậu, Omar Mukhtar đã chỉ huy lực lượng này tấn công các trại binh lính của Italia nằm dọc trên các tuyến sa mạc và lùa đội quân này chạy sâu vào trong đó. Với trang thiết bị đấu tranh thô sơ và sức người có hạn, nhưng chính nhờ binh pháp đặc biệt của mình mà đội quân của Omar Mukhtar đã tiêu diệt được một lực lượng quân đội mạnh hơn lực lượng của ông.
Tại những vùng sa mạc khô cằn với thời tiết vô cùng khắc nghiệt, khi mắc lừa và bị dồn quân tại vùng cát trắng này thì quân đội Italia đã cầm chắc thua cuộc. Với đội hình toàn những kỵ binh được huấn luyện một cách xuất sắc cùng với chiến thuật đã đề ra, đội quân của Omar Mukhtar luôn làm chủ được thế trận và tiêu diệt được kẻ địch mạnh hơn mình gấp nhiều lần về vũ khí và con người.
Trong thực tế, rất nhiều lần quân đội của Italia đã mắc bẫy và bị dồn vào những vùng sa mạc bỏng rát của Lybia. Trong những cuộc chiến đầy khốc liệt này, lực lượng quân đội của Italia dường như không còn ai sống sót để trở về. Lý do không phải vì lực lượng du kích của Omar Mukhtar quá mạnh mà là do quân Italia đã chết khát hoặc bắn nhầm lẫn nhau trong khi hoa mắt chóng mặt. Cũng chính vì cách đánh lạ đời ít hao tốn sức lực và đạn dược này đã khiến Omar Mukhtar trở nên nổi tiếng

## Cái chết

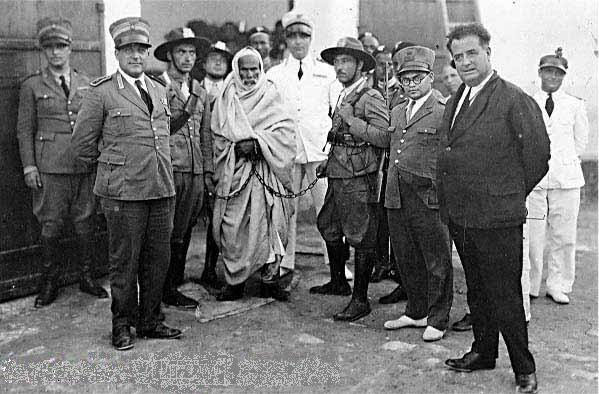
Omar Mokhtar (người bị đeo xích) bị quân Ý bắt

Sau này ông bị một kẻ trong tổ chức phản bội và bán đứng, Omar Mukhtar đã bị quân Italia bắt giữ và treo cổ. Ngày 14 tháng 9 năm 1931 ông bị bắt và chỉ sau 2 ngày bắt giữ quân đội của Italia đã tiến hành treo cổ Omar Mukhtar mà chưa thông qua bất kỳ phiên tòa xét xử nào. Tuy nhiên, chính cái chết của nhân vật này đã khiến nhiều người Lybia khi đó đứng lên đấu tranh mạnh mẽ hơn. Và kết quả là đến năm 1951, Lybia trở thành một trong những thuộc địa đầu tiên của châu Âu ở châu Phi giành lại được độc lập.